# Microphysogobio koreensis
Microphysogobio koreensis är en fiskart som beskrevs av Mori, 1935. Microphysogobio koreensis ingår i släktet Microphysogobio och familjen karpfiskar. Inga underarter finns listade i Catalogue of Life.